# Голо
Голо (фр. Golo корс. Golu) — найбільша річка Корсики (Франція). Довжина 89,6 км, витік знаходиться на висоті 1 991 метрів над рівнем моря на схилах гори Палья Орба (Paglia Orba ) (2525 м). Впадає в Тірренське море.
Протікає через комуни: Калакучча, Корш'я, Кастірла, Омесса, Прато-ді-Джовелліна, П'єдігриджо, Морозалья, Валле-ді-Ростіно, Кастелло-ді-Ростіно, Ленто, Бізінкі, Кампітелло, Кампіле, Вольпайола, Прунеллі-ді-Казакконі, Сколька, Віньяле, Луччана, Весковато і тече територією двох департаментів Верхня Корсика і Південна Корсика та кантонами: Альбертачче (Albertacce), Нйолу-Омесса (Niolu-Omessa), Кастіфао-Морозалья (Castifao-Morosaglia), Альто-ді-Казакконі (Alto-di-Casacconi), Борго (Borgo), Весковато (Vescovato)